# Mallaig
Mallaig (Schots-Gaelisch: Malaig) is een plaats aan de Schotse westkust, gelegen in de lieutenancy area Inverness. In 2011 had Mallaig 806 inwoners. Het dorp heeft een belangrijke vissershaven en veerhaven.

## Geschiedenis
Mallaig werd in 1840 gesticht als vissershaven door Thomas Fraser, de twaalfde Lord Lovat. In de 20e eeuw nam het belang van het dorp toe door de aansluiting op het Britse spoorwegennet in 1901. Mallaig werd hierdoor het eindpunt van de West Highland Line, die langs Glasgow en Fort William loopt. De in Mallaig gevangen vis kon hierdoor snel en kostenefficiënt getransporteerd worden. Tegenwoordig is de visserij vooral gericht op garnalen en zeekreeften, terwijl vroeger hoofdzakelijk op haringen werd gevist.

## Transport
Vanaf Mallaig vertrekken veerboten naar Armadale op Skye, alsook naar de eilanden Rum, Canna, Eigg, Muck en South Uist. Bovendien is er een veerverbinding naar het schiereiland Knoydart.

## Toerisme
Mallaig is bekend vanwege de stoomtrein The Jacobite, die over de West Highland Line van Fort William naar Mallaig rijdt. Bovendien worden toeristen aangetrokken door het landschap langs de autoweg A830 naar Fort William, die ook wel de Road to the Isles (Weg naar de Eilanden) genoemd wordt. Het centrum van Mallaig kent verschillende winkel- en horecavoorzieningen die georiënteerd zijn op toeristen.

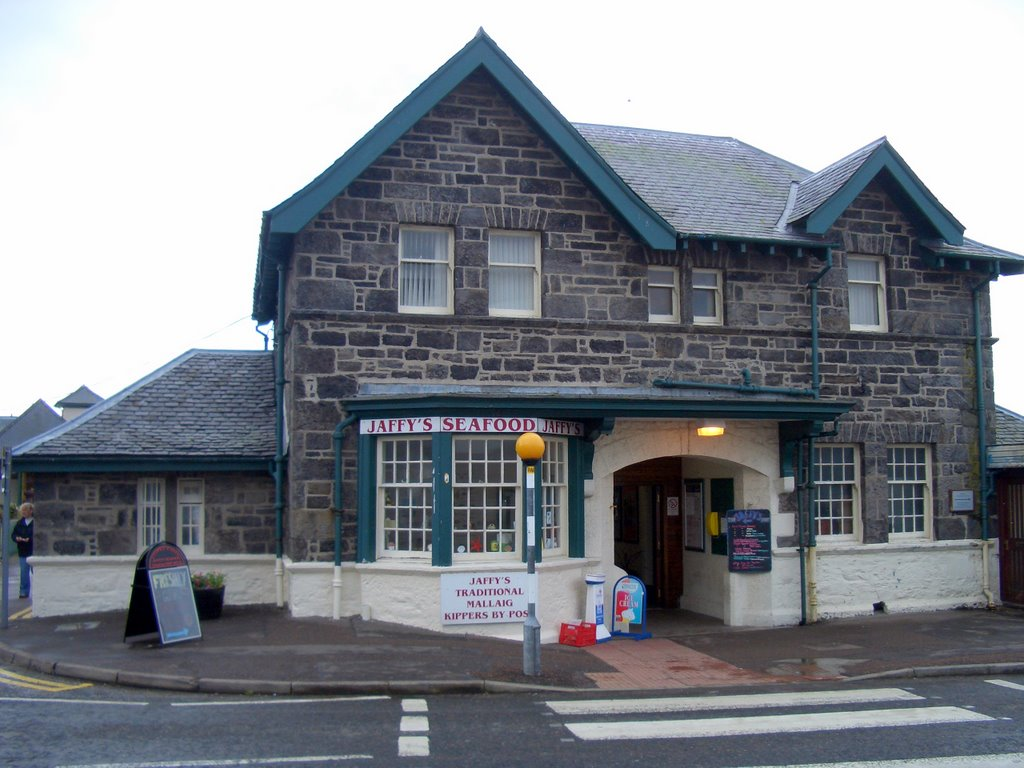
Station van Mallaig
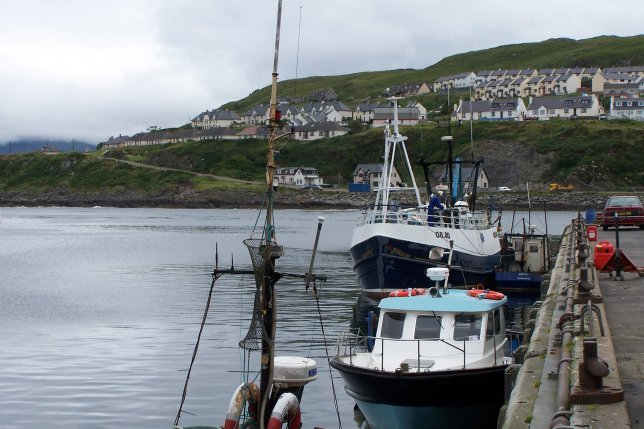
Haven van Mallaig
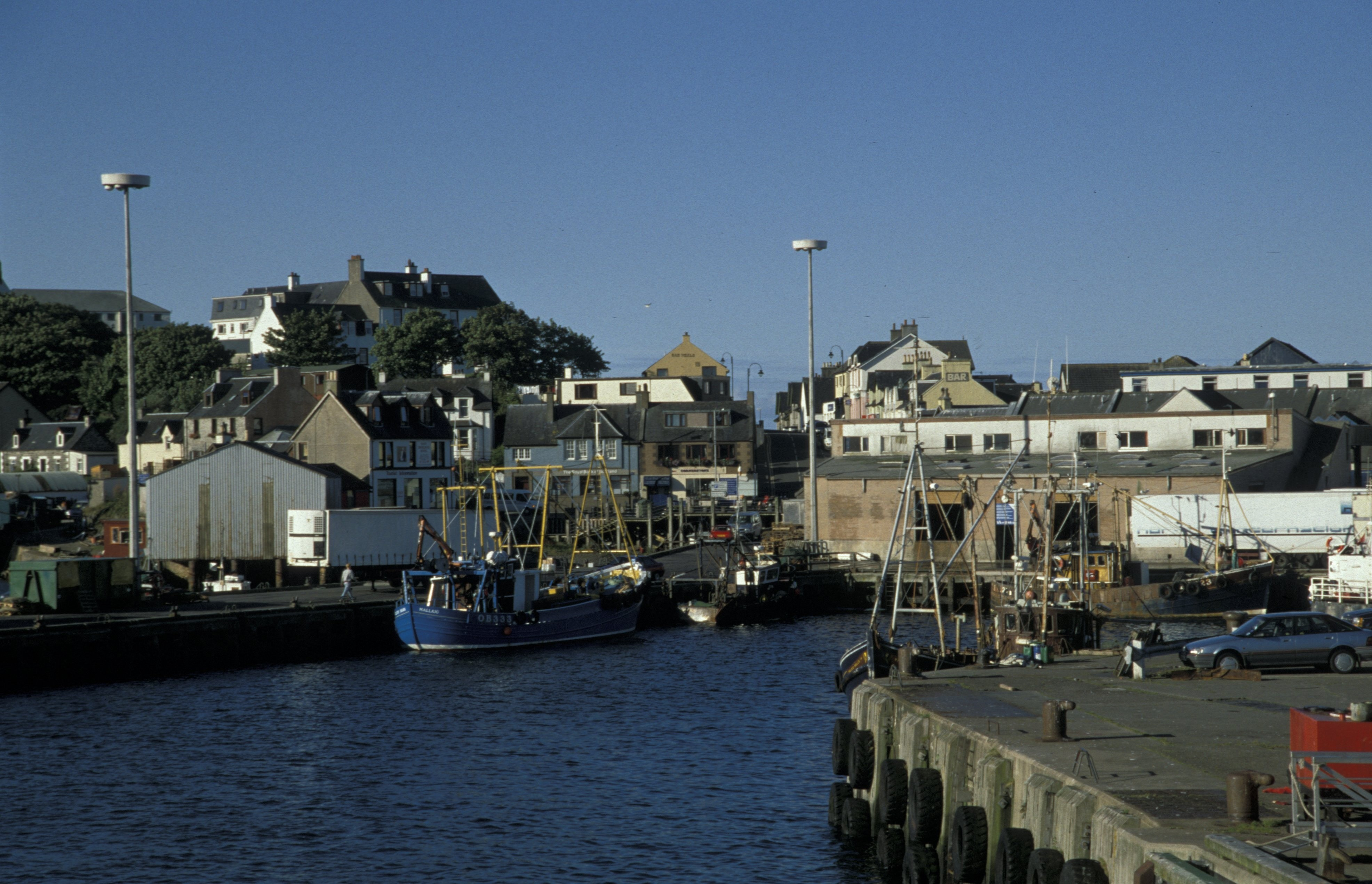
Mallaig